# جمهورية كوسوفا
جمهورية كوسوفا (الألبانية: Republika e Kosovës)، والمعروفة أيضًا باسم جمهورية كوسوفو الأولى (الألبانية: Republika e Parë e Kosovës)، كانت دولة أولية مُعلنة من طرف واحد في جنوب شرق أوروبا تأسست في عام 1991. خلال ذروتها، حاولت إقامة مؤسسات سياسية موازية خاصة بها في معارضة لمؤسسات مقاطعة كوسوفو وميتوهيا المتمتعة بالحكم الذاتي التابع لـيوغوسلافيا ضمن جمهورية صربيا.

## التاريخ

### الإعلان
في أواخر يونيو 1990، اقترح الأعضاء الألبان في الجمعية الإقليمية تصويتًا على ما إذا كان يجب تشكيل جمهورية مستقلة؛ فقام الرئيس الصربي للجمعية على الفور بإغلاقها ووعد بإعادة فتحها في 2 يوليو، لكن ذلك تم تأجيله لاحقًا.
في 2 يوليو، عاد غالبية الأعضاء الألبان في الجمعية الإقليمية إلى الجمعية، لكنها كانت مقفلة؛ لذا، في الشارع خارج المبنى، صوتوا لإعلان كوسوفو جمهورية داخل الاتحاد اليوغوسلافي. وردت الحكومة الصربية بحل الجمعية وحكومة كوسوفو، مما ألغى أي حكم ذاتي متبقٍ. ثم أقرّت الحكومة الصربية قانونًا آخرًا بشأن علاقات العمل أدى إلى فصل 80,000 عامل ألباني إضافي.
اجتمع الأعضاء الألبان في الجمعية الكوسوفية، التي تم حلها رسميًا، سرًا في كاتشانك بتاريخ 7 سبتمبر، وأعلنوا "جمهورية كوسوفا"، التي لا تُعتبر قوانين يوغوسلافيا سارية فيها إلا إذا كانت متوافقة مع دستور الجمهورية. واستمرت الجمعية في إعلان "جمهورية كوسوفا" دولة مستقلة في 22 سبتمبر 1991. وقد أيّد هذا الإعلان 99٪ من الناخبين في استفتاء غير رسمي أُجري بعد أيام قليلة. وتلقت جمهورية كوسوفا اعترافًا دبلوماسيًا من ألبانيا. رفضت السلطات الصربية نتائج الانتخابات، وسعت إلى اعتقال وملاحقة الذين صوتوا. وفي عام 1995، تم توطين آلاف اللاجئين الصرب من كرواتيا في كوسوفو، مما زاد من تأزم العلاقات بين المجتمعين.

### الهيكليات الموازية
نظّم ألبان كوسوفو حركة مقاومة، وأنشأوا عدداً من الهياكل الموازية في مجالات التعليم، والرعاية الطبية، والضرائب. فُتحت مدارس جديدة، وتم تحويل المنازل إلى مرافق مدرسية، بما في ذلك المدارس الثانوية والجامعات. وخلال الانتخابات الموازية، تم انتخاب قادة جدد، مما أدى إلى تشكيل "دولة داخل دولة". وبسبب القمع، كان مقر الحكومة الجديدة في المنفى. كما وُجد دوري كرة قدم موازٍ، بعد طرد جميع الرياضيين من الملاعب والمرافق الرياضية.

### تدخّل الناتو
منذ عام 1995، تصاعدت التوترات في المنطقة مما أدى إلى اندلاع حرب كوسوفو في فبراير 1998، حيث دارت المعارك بين جمهورية يوغوسلافيا الاتحادية وقوات جيش تحرير كوسوفو (KLA). استمرّت الحملة التي قادها جيش تحرير كوسوفو حتى يناير 1999، ولفتت انتباه الإعلام العالمي من خلال مذبحة راتشاك، التي راح ضحيتها حوالي 45 ألبانياً (من بينهم 9 من المتمردين التابعين لـKLA) على يد قوات الأمن الصربية.
عُقد مؤتمر دولي في رامبوييه، فرنسا في ربيع نفس العام، وأسفر عن اتفاق سلام مقترح عُرف باسم اتفاقية رامبوييه، وقد قَبِله الجانب الألباني ورفضته الحكومة اليوغوسلافية.
فشل المحادثات في رامبوييه أدى إلى قصف الناتو ليوغوسلافيا، وهي حملة جوية ضد جمهورية يوغوسلافيا الاتحادية استمرّت من 24 مارس حتى 10 يونيو، حين وقّعت السلطات اليوغوسلافية اتفاقاً تقنياً عسكرياً. أنشأ حلف الناتو قوة حفظ سلام دولية تُعرف بـقوة كوسوفو (KFOR)، وأُسست بعثة مدنية دولية باسم بعثة الأمم المتحدة للإدارة المؤقتة في كوسوفو (UNMIK)، والتي دخلت كوسوفو في 11 يونيو 1999.
تسلّمت بعثة UNMIK إدارة كوسوفو. وتم إنشاء هيكل إداري مشترك مؤقت ليُمكّن القادة السياسيين والمجتمعيين في كوسوفو من المشاركة في اتخاذ القرارات. تم حل جيش تحرير كوسوفو واستُبدل بـفيلق حماية كوسوفو، وهو منظمة مدنية مسلحة تسليحاً خفيفاً للاستجابة لحالات الطوارئ. وفي 31 يناير 2000، تم الاعتراف بالإدارة المؤقتة في كوسوفو رسمياً، منهياً بذلك وجود "جمهورية كوسوفا".

## الحكومة
| المنصب         | الاسم          | الفترة | ملاحظات                                          | مرجع   |
| -------------- | -------------- | --- | ------------------------------------------------ | ------ |
| الرئيس         | إبراهيم روغوفا | 1992–2000 | في المنفى في إيطاليا من 5 مايو إلى 15 يوليو 1999 | [ 23 ] |
| رئيس الوزراء   |                | |                                                  | [ 23 ] |
| بويار بوكوشي   | 1991–2000      | في المنفى في ليوبليانا، ثم من مايو 1992 إلى أغسطس 1999 في بون                                                                 |                                                  | [ 23 ] |
| هاشم ثاتشي     | 1999–2000      | رئيس وزراء مؤقت في المعارضة                                                                                                   |                                                  | [ 23 ] |
| وزير الدفاع    | هايزر هايزراي  | 1991–1993 |                                                  | [ 23 ] |
| رئيس الجمعية   |                | |                                                  | [ 23 ] |
| بويار جورجييلا | 1990           | قائم بالأعمال |                                                  | [ 23 ] |
| إيلاز رمايلي   | 1990–1992      | |                                                  | [ 23 ] |
| شاغر           | 1992–2000      | ظل منصب رئيس الجمعية في كوسوفو شاغراً من 25 مايو 1999 حتى 10 ديسمبر 2021، بسبب المنفى الناتج عن التمرد ولاحقاً الحرب في كوسوفو. |                                                  | [ 23 ] |

## العَلَم
كان العلم المستخدم من قبل جمهورية كوسوفو مشابهاً جداً لـعلم ألبانيا، حيث يظهر شكلاً مختلفاً من الشعار على خلفية بنفس اللون.